# Cocconia guatteriae
Cocconia guatteriae är en svampart som beskrevs av Rehm 1890. Cocconia guatteriae ingår i släktet Cocconia och familjen Parmulariaceae.   Inga underarter finns listade i Catalogue of Life.